# The Ingraham Angle
The Ingraham Angle é um programa de entrevistas estadunidense que estreou no Fox News Channel em 30 de outubro de 2017. O programa é apresentado por Laura Ingraham. É o terceiro noticiário de maior audiência da TV a cabo.